# Wasservogelsingen
Beim Wasservogelsingen handelt es sich um einen Heischebrauch, der sich vor allem im unteren Bayerischen Wald (Landkreis Freyung-Grafenau und nördlicher Landkreis Passau) sowie in Teilen des nordwestlichen Böhmerwaldes wie in Landkreis Prachatice sowie im Waldviertel  Österreich Kreis Rohrbach und Schärding zu Pfingsten großer Beliebtheit erfreut.

## Beschreibung
In der Nacht von Pfingstsonntag auf -montag oder auch bereits am Sonntagnachmittag wandern junge Dorfbewohner, meist Mitglieder eines örtlichen Sportvereins oder der Freiwilligen Feuerwehr, in wasserfester Kleidung von Haus zu Haus und singen das  Wasservogellied. Häufige Vorsängerstrophen sind unter anderem:
„Mia san so bresldrucka, wia a Ofalugga“
„D'Wasservögel muaß ma giaßn, sonst duad s es boid verdriaßn.“
Diese werden oft durch individuelle Gstanzln erweitert, die sich inhaltlich auf das gerade besuchte Haus beziehen. Nach jedem Vers wird die Eröffnungssequenz wiederholt. Die Bewohner der Häuser schütten aus Fenstern und von Balkonen Wasser auf die „Vögel“. Die Wasservögel wollen begossen, aber auch beschenkt werden. Zu den früher üblichen Eiern, die anschließend meist verkauft wurden, kommen heute auch Geldgeschenke hinzu.

## Geschichte
Alter und Herkunft des Brauches sind unbekannt, er war aber in der zweiten Hälfte des 19. Jahrhunderts im unteren Bayerischen Wald allgemein verbreitet. Der erste bisher bekannte Nachweis ist das Schreiben des Pfarrers von Herzogsreut an das Bezirksamt Wolfstein vom 10. Mai 1899, worin er die Behörden aufruft, gegen diese „Nachtruhestörung ärgster Art“ vorzugehen. 
Ausführlich geschildert wird das Wasservogelsingen in einem Schreiben der Gendarmerie-Sektion Mauth vom 16. Mai 1906 an das Bezirksamt Wolfstein. Danach gab es wiederholt behördliches Einschreiten, oft mit einem ortspolizeilichen Verbot, das aber von manchen Gemeinden ausdrücklich abgelehnt wurde, weil es sich beim Wasservogelsingen um einen alten Brauch handle.
Der Heimatdichter Max Matheis veröffentlichte in seinem Gedichtband Bayerisches Bauernbrot aus dem Jahr 1939 ein vierstrophiges Gedicht mit dem Titel s' Wasservoglsingen, das mit den folgenden Versen beginnt: 
Allweil lustiger wird's jetzad

Ruaft der Pfingstvogel im Wald,

greifn si' Bursch'n scho ganz hoamli,

denn Pfingstsundandacht kimmt bald.

Da wird Wasservogl gsunga

vor an jed'n Bauernhaus,

lang, bis' halt der Bäuerin z'dumm wird

und bis' mit die Oa ruckt raus.
In diesem Zusammenhang wurde immer wieder darauf hingewiesen, der Brauch sei vorchristlichen, altgermanischen Ursprungs, wobei als Beweis das Werk von Wilhelm Mannhardt: Wald- und Feldkulte (2 Bände, 1875) herangezogen wurde. Die Vorstellung, in diesem Brauch lebe uraltes germanisches Volksgut fort, wurde von da an sehr populär und meist ohne weitere Belege verbreitet. Ernst Dorn schreibt dazu: „Das sind die zählebigen, reflexionsartigen Interpretationsmuster des 19. Jahrhunderts, bei denen z. B. das Ausgießen von Wasser automatisch Regenzauber bedeutet.“